# NGC 4076
NGC 4076 est une galaxie spirale située dans la constellation de la Chevelure de Bérénice. NGC 4076 a été découverte par l'astronome germano-britannique William Herschel en 1785.

## Caractéristiques
Sa vitesse par rapport au fond diffus cosmologique est de 6 525 ± 23 km/s, ce qui correspond à une distance de Hubble de 96,2 ± 6,7 Mpc (∼314 millions d'al).
NGC 4076 présente une large raie HI et c'est une galaxie LINER, c'est-à-dire une galaxie dont le noyau présente un spectre d'émission caractérisé par de larges raies d'atomes faiblement ionisés.

## Supernova
Deux supernovas ont été découvertes dans NGC 4076 : SN 2007M et SN 2011bc.

### SN 2007M
Cette supernova a été découverte le 21 janvier 2007 par N. Lee et W. Li dans le cadre du programme LOSS (Lick Observatory Supernova Search) de l'observatoire Lick. Cette supernova était de type Ia.

### SN 2011bc
Cette supernova a été découverte le 1er avril 2011 par l'astronome amateur britannique Ron Arbour et par l'astronome japonais Nobuhisa Kojima. Cette supernova était de type Ia. 

## Groupe de NGC 4065
NGC 4076 fait partie d'un trio de galaxies, le groupe de NGC 4065. Les deux autres galaxie du trio sont NGC 4065 et NGC 4092.